# Det groteske
 For alternative betydninger, se Grotesk. (Se også artikler, som begynder med Grotesk)
Ordet grotesk betyder i daglig tale mærkelig, fantastisk, styg, bizar og lignende. Ordet bruges derfor ofte til at beskrive mærkelige former som f.eks. vandkastere (gargoiler - fabeldyr) på en kirkebygning. Tilsvarende kan begrebet bruges på varierende måde inden for forskellige fagområder.
Ordet grotesk stammer fra den samme latinske rod som ordet grotte, der betyder en lille hule eller et hul og stammer fra afdækningen og genopdagelsen af gamle romerske dekorationer i 1400-tallet. Disse huler viste sig at være rum og korridorer i Domus Aurea, et ufuldendt palads som kejser Nero påbegynde i år 64. (Kilde: norsk wiki)
Fremmedordbogen siger blandt andet: grotesk -en -er (ital grottesca, af adjektivet grottesco, til grotta, efter grotesker fundet i Roms katakomber, "grotter") rankeværk med fantastisk slyngede plante-, dyre- og menneskefremstillinger; fantastiske, sælsomme forsiringer

## Æstetisk kategori
Det groteske som æstetisk kategori har vist sig vanskelig at indfange.
Til en bestemmelse kunne medgå følgende:

Grotesken befinder sig i spændingsfeltet mellem to ekstremer. Den kan indeholdes i alle genrer og kan selv være en genre, på linje med fantastisk realisme og magisk realisme – med disse stikord:

- Disproportion og proportionsforvrængning.
- Deformitet, formindskelse, forstørrelse.
- Ambivalens og overdrivelse.
- Monstrøsitet, ufuldkommenhed, asymmetri, heterogenitet.
- Karikatur uden naivitet.
- Udfordring af normaliteten.
- Fremmedgørelse og latter.

### Kort om to grotesketeorier af Mikhail Bakhtin og Wolfgang Kayser
To vægtige teoretikere er tyskeren Wolfgang Kayser (med sin Das Groteske – seine gestaltung in Malerei und Litteratur (1957)), og russeren Mikhail Bakhtin (med sin Rabelais and his World (1940-1965)).
De to teoretikere har to vidt forskellige groteskebestemmelser og fokusområder.

#### Bakhtin og karnevallet
Bakhtin forholder sig til karnevalet i middelalder og renæssance (og Rabelais' romaner Gargantua og Pantagruel (1532-1564)), og danner ud fra dettes vanvid en grotesk realisme. En genre, der er forankret epokalt. 

Bakhtins groteske viser sig via en lang række manifestationer: 

• Den universelle latter: alle ler af alle og af sig selv. 

• Degradering: liv og død i ét og gerne visualiseret ved nogle illustrationer af nogle oldinge (fra Kerch), tæt på døden, men samtidig gravide (womb/tomb). 

• Inversion / omvendingsfigur / negeringsfigur: karnevallets omvending af det officielles hierarkiserede samfund: konge bliver til nar, nar bliver til konge i karnevallet (også uncrowning), eller de særlige mesalliancer, men også profanisering af religiøsiteten som det fx sås i travestier (bl.a. forfattet af munke).
Alt ved karnevalet henviser til kroppen. Også sproget med dens sjofelheder og eder. Kroppen fremhæves og forvrænges ved overdrivelse (fx kæmpen Gargantua) – og det hele er svøbt ind i en ambivalens, en tvetydighed. Den universelle latter er i renæssancens karneval altovervejende munter, men der er også noget andet i latteren end bare munterhed. En underliggende alvor. I Bakhtins udlægning af karnevalet er karnevalet en latterkultur – en uofficiel kultur – som en modreaktion mod det officielle samfund dvs. enevældets feudalsystem og kirkens knusende magt. Hvor karnevalet udfolder sig, dér kan det frit flyde med mad, pis, lort, latter, eder, sæd, blod.

#### Kayser og romantikken
Kayser forholder sig til et større kunst- og litteraturhistorisk materiale – primært tysk – og fokuserer hovedsageligt på romantikken. Kaysers grotesketeori behandler det groteske som en transhistorisk modalitet. Han mener, at grotesken når sit fulde potentiale med Edgar Allan Poe (Kaysers grotesketeori er forholdsvis normativ). Hans groteske kredser om individet. Det er den fremmedgjorte verden der fremtræder grotesk. Og latteren er langt fra munter, men "fyldt med bitterhed",. Grotesken er en leg med det absurde, en gestaltning af det ukendte. Særlige dyr er især anvendelige inden for det groteske – fx flagermusen.